# NGC 4636
NGC 4636 è una galassia ellittica visibile nella costellazione della Vergine.
Dista circa 17,5 Mpc (57 milioni di anni luce) dal Sistema solare e la sua magnitudine apparente è 10,43. Viene classificata come E/S0_1, cioè di tipo intermedio fra le galassie ellittiche e quelle lenticolari. NGC 4636 è anche una galassia LINER, ovvero una galassia che presenta una bassa ionizzazione rispetto alle galassie "normali" nella regione nucleare.
Fu scoperta da William Herschel nel 1784.